# Paşaköy, Altınyayla
Paşaköy là một xã thuộc huyện Altınyayla, tỉnh Sivas, Thổ Nhĩ Kỳ. Dân số thời điểm năm 2011 là 64 người.